# Chikyū Bōeigun
Chikyū Bōeigun' (japoneză: 地球防衛軍, cu sensul de Forța de Apărare a Pământului) (engleză: The Mysterians) este un film SF japonez din 1957 regizat de Ishirō Honda, produs și distribuit de studiourile Toho. În rolurile principale joacă actorii Kenji Sahara, Yumi Shirakawa, Takashi Shimura.

## Actori
- Kenji Sahara este Jōji Atsumi
- Yumi Shirakawa este Etsuko Shiraishi
- Momoko Kōchi este Hiroko Iwamoto
- Akihiko Hirata este Ryōichi Shiraishi
- Takashi Shimura este Dr. kenjirō Adachi
- Susumu Fujita este General Morita
- Hisaya Itō este Captain Seki
- Yoshio Kosugi este Commander Sugimoto
- Fuyuki Murakami este Dr. Nobu Kawanami
- Tetsu Nakamura este Dr. Kōda
- Yoshio Tsuchiya este Mysterian Leader